# پر سندبرگ
پر سندبرگ (به نروژی:Per Sandberg - زادهٔ ۶ فوریهٔ ۱۹۶۰) سیاستمدار و عضو حزب توسعه نروژ است و به عنوان وزیر شیلات این کشور خدمت کرده‌است. او از سال ۱۹۹۷ عضو پارلمان نروژ است. او همچنین رئیس کمیته دائمی پارلمانی دادگستری و حمل و نقل و ارتباطات این کشور بوده‌است.

## جنجال سفر به ایران
سندبرگ در ژوئیه سال ۲۰۱۸ به همراه دوست دختر ایرانی‌الاصل خود بهاره لتنس به ایران سفر کرد. اما از آنجا که در مورد سفر خود به ایران، به مقامات نروژی اطلاعی نداده بود و برخلاف قوانین در جریان این سفر تلفن همراه دولتی‌اش را نیز به‌همراه داشت. پس از بازگشت مورد انتقادات شدید قرار گرفت.

نهایتاً در ماه اگوست ۲۰۱۸، بر اثر فشار بیش از حد احزاب سیاسی چپ‌گرا و میانه‌رو و انتشار رسوایی‌های حاصله از این مسافرت در رسانه‌ها؛ وی در پی اذعان به نقض پروتکل‌های امنیتی دولت در جریان سفرش به ایران، ضمن کناره‌گیری از سمت قائم مقام رهبری حزب ترقی در پارلمان، مجبور شد که از سمت دیگر خود به‌عنوان وزیر شیلات نروژ نیز استعفا دهد.